# Elythomerus elongatulus
Elythomerus elongatulus is een keversoort uit de familie oevergraafkevers (Heteroceridae). De wetenschappelijke naam van de soort is voor het eerst geldig gepubliceerd in 1874 door Waterhause.